# Peña Rocías
Peña Rocías es una montaña ubicada en el sector oriental de la cordillera Cantábrica. Se integra en el parque natural de los Collados del Asón y pertenece al municipio de Ruesga.
Las altimetrías oscilan sin consenso entre 1338 y 1342 m s. n. m. en función del sistema y de la época de medición y también según el mapa que se consulte. No obstante, Peña Rocías representa la segunda cumbre más elevada del macizo de Hornijo, solo superada por el Mortillano.
Rocías es la localidad situada al pie de esta montaña, que constituye la peña de dicho pueblo por excelencia. A ello debe su nombre.

## Ruta de acceso
Las rutas de montañismo para acceder a la cima de Peña Rocías parten de las siguientes localidades: Rocías, Arredondo o Astrana.